# Brookula benthicola
Brookula benthicola là một loài ốc biển nhỏ, là động vật thân mềm chân bụng sống ở biển trong họ Liotiidae.
Loài này được tìm thấy gầnđảo Nam của New Zealand dưới nước sâu.